# The Corporation
Pour le clan de catcheurs, voir The Corporation (catch).
 (juillet 2011).
Pour plus de détails, voir Fiche technique et Distribution.
The Corporation, sorti en 2003, est un film documentaire canadien réalisé par Jennifer Abbott (en) et Mark Achbar. Ce film est basé sur le livre The corporation, the pathological pursuit of profit and power (Les Multinationales, la recherche pathologique du profit et du pouvoir) de Joel Bakan. Le film est divisé en trois parties, reprenant les trois parties du titre du livre.
En 2006, après une distribution réduite en salles, Mark Achbar décide de rendre le film au téléchargement sur BitTorrent. Il est accompagné pour l'occasion d'un entretien de 40 minutes avec Joel Bakan.

## Synopsis
Ce documentaire montre l'évolution des Sociétés anonymes (appelées Corporations en anglais) aux États-Unis, reprenant leur histoire depuis leur apparition avec la Révolution industrielle, où elles étaient conçues pour répondre au « bien public » mais furent détournées de cet objectif par la recherche du profit.
« De même que le requin est une machine à tuer, la Corporation est une machine à faire de l'Externalisation. »
À l'issue de la Guerre de Sécession, la Constitution des États-Unis est amendée pour accorder aux Noirs les mêmes droits qu'aux Blancs. Quelques années plus tard, des avocats d'affaires revendiquent et obtiennent que les Corporations, « personnes morales », bénéficient des mêmes droits que les personnes physiques. L'évidence qu'on ne peut mettre une « personne morale » en prison n'est pas admise pour refuser ces droits.
Mais puisque le droit américain reconnait ces institutions comme étant des « personnes », pourquoi ne pourrait-on pas appliquer une grille d'analyse des syndromes psychiatriques (DSM-IV) sur ces « personnes morales » ? C'est ce qu'ont fait les auteurs, pour aboutir à diagnostiquer que les Corporations ont le comportement de psychopathes dangereux ! 
Dans le documentaire, on traite de beaucoup de sujets différents en rapport avec les relations entre grands commerces : l’établissement des parallèles entre les méfaits juridiques d'entreprises, le dur mépris pour les sentiments des autres, l'incapacité de maintenir des relations humaines, l'imprudence face à la sécurité des autres, les mensonges dans le but de faire plus de profits, les défauts de conformité aux normes sociales et le respect de la loi.

### Pathologie du commerce, étude psychiatrique du monde de l'entreprise
Parallèlement, les réalisateurs cochent les réponses à l'aune d'un manuel de référence de la psychopathologie : le DSM-IV, et il s'établit peu à peu sous les yeux du spectateur que, si l'entreprise a bien les caractéristiques d'un individu, ce n'est pas n'importe quel individu non plus, mais un psychopathe : égoïste, menteur, indifférent au bien-être et au respect d'autrui comme à ses malheurs.
Utilisant les critères diagnostiques de l'Organisation mondiale de la santé et du DSM-IV, outil de diagnostic standard des psychiatres et des psychologues, le documentaire dresse une liste de comportements anti-sociaux des entreprises dans le monde contemporain, au travers de quatre exemples : comportement dangereux envers (1) les travailleurs, (2) la santé des êtres humains, (3) les animaux et (4) la biosphère. Le diagnostic final fait des entreprises des psychopathes.

### Qui est responsable?
Des interviews plus personnelles montrent pourtant que cette caractéristique des entreprises ne constitue pas nécessairement un trait de leurs dirigeants. Ceux-ci se révèlent souvent au contraire intelligents et de haut sens moral dans le privé. Ce qui est en cause n'est pas l'entreprise elle-même, mais les règles du jeu qu'on lui donne, et qui la transforment en machine à créer ce qu'on nomme des externalités, des victimes indirectes de l'activité de l'entreprise.
Le film s'attache à la responsabilité et aux pouvoirs qu'ont les personnes impliquées à différents niveaux de l'entreprise, et pose le problème de la contradiction entre volonté humaine individuelle et logique de l'entreprise dont l'intérêt immédiat est le profit. Cette contradiction est exprimée au travers de différents témoignages et exemples, notamment le dialogue entre le PDG de Royal Dutch Shell et sa femme avec un groupe d'activistes (Earth First!) venus manifester devant leur maison en déployant une banderole : « Assassins ». La réponse du couple ne fut pas d'appeler la police, mais d'engager un dialogue sur les différents problèmes pour lesquels ils partageaient les mêmes inquiétudes que les militants : droits de l'homme, environnement, etc.

### Publicité au berceau
Le film s'attaque ensuite à l'utilisation qui est faite par les grandes entreprises de la psychiatrie pour influencer les habitudes d'achats des enfants dès leur plus jeune âge, ainsi que leurs parents. « Vous pouvez manipuler les consommateurs afin qu'ils veuillent, puis achètent vos produits, c'est un jeu » (Lucy Hughes, vice-présidente de Initiative).
La publicité atteint un tel niveau d'influence que des personnes se vendent comme panneau publicitaire pour financer leurs études, des entreprises peuvent acheter des villes ou la culture (par exemple, la chanson Happy Birthday appartient à AOL Time Warner).

### Liberté de la presse?
Le documentaire s'attaque ensuite à l'influence des entreprises sur les médias au travers de l'exemple des journalistes Jane Akre et Steve Wilson, licenciés par la chaine TV Fox News Channel pour avoir refusé d'édulcorer un reportage sur les dangers, pour la santé humaine et bovine, liés à la rBGH, une hormone synthétique, utilisée aux États-Unis mais interdite en Europe et au Canada, qui augmente la production de lait.

### Capitalisme contre démocratie
Au travers de différents exemples, le documentaire s'attaque à l'aversion des entreprises capitalistes pour les régimes démocratiques, que ce soit par la relation des entreprises américaines avec le régime nazi (création du Fanta Orange par Coca-Cola pour continuer de distribuer des boissons en Allemagne nazie, la participation d'IBM à l'organisation administrative des camps de concentration), ou la tentative avortée de coup d'État aux États-Unis contre le New Deal de Roosevelt (appelé Business Plot) par Smedley Butler.

### Démocratie contre capitalisme
Des mouvements contestant le pouvoir illégitime des entreprises apparaissent sur toute la planète :
- des entrepreneurs cherchent à créer des entreprises faisant du profit sans endommager l'environnement ;
- des citoyens organisent un référendum contre les chaînes de restaurants ;
- des Indiens s'opposent à la culture de riz génétiquement modifiés ;
- des Boliviens luttent contre la privatisation de l'eau (Guerre de l'eau (Bolivie)).

Il s'agit de victoires éparses mais impressionnantes contre de grandes entreprises agissant sur le plan mondial.
Se gardant de tout manichéisme et visant plus à solliciter chez le spectateur des questions qu'à fournir des réponses, ce film fait intervenir plusieurs personnalités et a été plusieurs fois primé.

## Fiche technique
- Titre : The Corporation
- Titre original : The Corporation
- Réalisation : Jennifer Abbott (en) et Mark Achbar
- Scénario : Joel Bakan, Mark Achbar et Harold Crooks
- Production : Mark Achbar
- Sociétés de production : Big Picture media corporation
- Musique : Leonard J. Paul
- Photographie : Henry Faber
- Montage : Jennifer Abbott (en)
- Pays d'origine : Canada
- Format : Couleurs - Dolby SR
- Genre : Documentaire
- Durée : 145 min
- Date de sortie : 2003

## Sommaire détaillé du DVD
(sortie en septembre 2007, TF1 vidéo)
1. Qu'est ce qu'une entreprise ?
2. Naissance
3. Une « personne morale »
4. Externalités
5. Études de cas
6. La pathologie du commerce
7. Obligations monstrueuses
8. Mentalité
9. Échanges le 11 septembre 2001
10. Questions de frontière
11. Entraînement de base
12. Gestion de la perception
13. Comme un bon voisin
14. Fête privée
15. Triomphe du clandestin
16. Avancer le front
17. Comptes-rendus troublants
18. Projet d'expansion
19. Choisir le bon côté
20. OPA hostile
21. Démocratie SA
22. Thérapie du psychopathe
23. Pronostic
24. Générique de fin

## Distribution
- Mikela J. Mikael : le narrateur
- Robert Monks : lui-même
- Michael Moore : lui-même
- Noam Chomsky : lui-même
- Naomi Klein : elle-même
- Vandana Shiva : elle-même
- Jeremy Rifkin : lui-même
- Milton Friedman : lui-même

## Récompenses
25 prix internationaux dont :
- Prix spécial du jury au festival international du film documentaire d'Amsterdam, 2003.
- Prix du film canadien le plus populaire au festival international du film de Vancouver, 2003.
- Prix du public, catégorie meilleur documentaire au festival du film de Philadelphie, 2004.
- Prix du public, catégorie documentaire international au festival du film de Sundance, 2004.
- Prix Genesis du film documentaire, 2005.
- Prix Génie du meilleur documentaire, 2005.